# Wolawce
Wolawce – wieś w Polsce położona w województwie lubelskim, w powiecie chełmskim, w gminie Kamień.
W latach 1973–83 w gminie Chełm. W latach 1975–1998 miejscowość administracyjnie należała do województwa chełmskiego. 
Wieś jest sołectwem w gminie Kamień. Według Narodowego Spisu Powszechnego (III 2011 r.) liczyła 128 mieszkańców i była dwunastą co do wielkości miejscowością gminy Kamień.
Wierni Kościoła rzymskokatolickiego należą do parafii Nawiedzenia Najświętszej Maryi Panny w Kumowie.